# イターワー
イターワー（ヒンディー語：इटावा、英語：Etawah）は、インドのウッタル・プラデーシュ州、イターワー県の都市。イシュティカープリー（Ishtikapuri）とも呼ばれる。

## 歴史
かつてはプラティーハーラ朝の支配下にあった。
1858年、インド大反乱の際に反乱軍が立ち上がったが、1858年までにイギリスが鎮圧した。

## 人口
2011年の統計では、15,81,810 人。